# Uri-Kovács Zsuzsanna
Uri-Kovács Zsuzsanna (Budapest, 1968. május 4. –) válogatott labdarúgó, hátvéd.

## Pályafutása

### Klubcsapatban
1985 és 1992 között a László Kórház labdarúgója volt és három bajnoki címet szerzett a csapattal.

### A válogatottban
1988-ban három alkalommal szerepelt a válogatottban.

## Sikerei, díjai
- Magyar bajnokság
  - bajnok: 1985–86, 1986–87, 1988–89
  - 2.: 1991–92
  - 3.: 1987–88, 1989–90, 1990–91

## Statisztika

### Mérkőzései a válogatottban
| Magyarország | Magyarország         | Magyarország | Magyarország | Magyarország | Magyarország | Magyarország | Magyarország | Magyarország |
| #            | Dátum                | Helyszín     | Hazai        | Eredmény     | Vendég       | Kiírás       | Gólok        | Esemény      |
| ------------ | -------------------- | ------------ | ------------ | ------------ | ------------ | ------------ | ------------ | ------------ |
| 1.           | 1988. május 28.      | Várna        | Bulgária     | 1 – 2        | Magyarország | barátságos   | -            |              |
| 2.           | 1988. június 11.     | Zürich       | Svájc        | 3 – 0        | Magyarország | Eb-selejtező | -            |              |
| 3.           | 1988. szeptember 17. | Mezőkövesd   | Magyarország | 2 – 2        | Bulgária     | barátságos   | -            | becserélve   |
|              | Összesen             |              |              | 3            | mérkőzés     |              | 0            | gól          |